# Tigerpyton
Tigerpytonen (latin: Python molurus) er en af verdens største slanger. Den soler sig om dagen eller hviler sig i en hule eller et andet skjulested. Om natten kryber den rundt og leder efter bytte som fugle, små hjorte og vildsvin eller venter i nærheden af et vandhul, hvor den er sikker på der kommer dyr. Den sniger sig tæt på sit bytte slynger sig omkring det og kvæler det. Tigerpythoner kan blive op til 7 meter lange og 30 år gamle. Det er forbudt at holde dem som kæledyr i Danmark.
Der er to underarter
- Python molurus molurus (Indisk tigerpyton)
- Python molurus bivittatus (Burmesisk tigerpyton, Mørk tigerpyton)